# 혼가
혼가는 한국에서 제작된 김유영 감독의 1929년 영화이다. 임화 등이 주연으로 출연하였고 석일량 등이 제작에 참여하였다.

## 출연

### 주연
- 임화
- 이영웅
- 추용호
- 남궁운